# 21628 Лукасгоф
21628 Лукасгоф (21628 Lucashof) — астероїд головного поясу, відкритий 13 липня 1999 року.
Тіссеранів параметр щодо Юпітера — 3,489.